# Antoine de Meer de Moorsel
Antoine De Meer, meestal genaamd De Meer de Moorsel (Madrid (Spanje), 29 oktober 1792 - Moorsel, 8 februari 1878) was een lid van het Belgisch Nationaal Congres.

## Levensloop
De Meer was de zoon van een generaal De Meer in Spaanse dienst. Hij werd eveneens officier in Spaanse dienst en had een broer, De Meer de Hosden, die officier was bij de 'Gardes Wallonnes'. Er wordt vaak gewag gemaakt van 'baron de Meer' (zelfs in het Nationaal Congres en in de Kamer werd hij aldus aangesproken) maar in België is geen enkele De Meer ooit in de adelstand opgenomen of aldus erkend.
In 1830 was hij niet meer bij het leger en was in Moorsel komen rentenieren. Hij werd door de kiezers van het arrondissement Aalst naar het Nationaal Congres gestuurd, waar hij zich bescheiden opstelde. Hij behoorde tot de conservatieve katholieke strekking en stemde meestal, maar niet altijd, met de meerderheid. Zo stemde hij voor de onafhankelijkheidsverklaring en voor de eeuwigdurende verwijdering van de Nassaus. Hij gaf echter de voorkeur aan de hertog van Leuchtenberg boven de hertog van Nemours en aan Félix de Mérode boven Surlet de Chokier als regent. Hij stemde in juni voor Leopold van Saksen Coburg maar in juli tegen het aanvaarden van het Verdrag der XVIII artikelen.
In 1831 werd hij tot volksvertegenwoordiger voor Aalst verkozen en alhoewel hij weinig of niet deelnam aan de debatten werd hij tot in 1847 herkozen. Een typische woordenwisseling was de volgende (in 1840): Volksvertegenwoordiger de Villegas Als baron de Meer de Moorsel me wil antwoorden, dat hij dan wacht tot ik gedaan heb. Ik zal met plezier naar hem luisteren, des te meer omdat het de eerste maal zal zijn dat ik deze eer zal hebben. Waarop De Meer antwoordde: Maar ik heb u niet onderbroken, ik heb niet eens mijn mond geopend.